# Atlalilco (métro de Mexico)
Atlalilco  est une station de correspondance entre les lignes 8 et 12 du métro de Mexico, située dans la délégation Iztapalapa.

## La station
La station est nommée d'après le medio pueblo d'Atlalilco, qui fait partie du district de Santa Barbara. Avant d'être absorbé par l'étalement urbain de Mexico, la délégation d'Iztapalapa était organisée en huit districts, à leur tour regroupés en deux medios pueblos.

### Histoire
La station est ouverte le 20 juillet 1994.
Elle assure la correspondance avec la station de la ligne 12 depuis son ouverture le 30 octobre 2012.